# Tampere United
Tampere United je finský fotbalový klub sídlící v Tampere.
Klub vznikl v červenci 1998 po sloučení dvou místních fotbalových klubů FC Ilves a Tampereen Pallo-Veikot (TPV), ale TPV z klubu po roce zase vystoupil a FC Ilves začal hrát v nižších soutěžích a jeho místo v první divizi (Ykkönen), druhé nejvyšší finské soutěži, zbylo pro Tampere United. V první sezóně v roce 1999 Tampere United postoupil do finské nejvyšší ligy Veikkausliiga. V sezóně 2000 skončil na šestém místě, v roce 2001 se pak stal mistrem Finska.
Trenérem klubu byl v letech 2001 až 2010 Ari Hjelm. Po tomto roce ho nahradil bývalý hráč Tampere United Jarkko Wiss.
Na jaře roku 2011 se zjistilo, že klub sloužil singapurské společnosti Exclusive Sports PTE Ltd. jako pračka špinavých peněz. Kvůli tomu byl 14. dubna klub vyřazen ze všech finských soutěží. Od té doby se žádné soutěže neúčastnil, ačkoli pro rok 2012 žádal o licenci pro nejvyšší a posléze drouhou nejvyšší finskou ligovou soutěž.
Fanoušci Tampere United začali hrát v roce 2012 nejnižší finskou soutěž pod jménem TamU-K (Tampere United kannattajat — Fanoušci Tampere United). Hned po prvním roce postoupili o soutěž výše. V letech 2013 a 2015 opět postupovali do vyšších soutěží. V sezóně 2016 hráli ve čtvrté nejvyšší finské soutěži (Kolmonen) již opět pod názvem Tampere United.

## Úspěchy
- Mistr Finské ligy: - 3x (2001, 2006, 2007)
- Vítěz Finského poháru: - 2007
- Vítěz Finského ligového poháru: 2009

## Výsledky
| Rok     | Soutěž           | Kolo | Země | Soupeř                   | Výsledek |
| ------- | ---------------- | ---- | ---- | ------------------------ | -------- |
| 2002/03 | Liga mistrů UEFA | 1Q   |      | FC Pjunik                | 0-4, 0-2 |
| 2003    | Pohár Intertoto  | 1R   |      | FC Ceahlăul Piatra Neamţ | 1-0, 1-2 |
|         |                  | 2R   |      | FK Sutjeska Nikšić       | 0-0, 1-0 |
|         |                  | 3R   |      | HNK Cibalia              | 0-2, 1-0 |
| 2004    | Pohár Intertoto  | 1R   |      | CS Grevenmacher          | 1-1, 0-0 |
|         |                  | 2R   |      | Inter Baku FK            | 3-0, 0-1 |
|         |                  | 3R   |      | OFK Bělehrad             | 0-0, 0-1 |
| 2005    | Pohár Intertoto  | 1R   |      | Skála ÍF                 | 2-0, 1-0 |
|         |                  | 2R   |      | Sporting Charleroi       | 1-0, 0-0 |
|         |                  | 3R   |      | SS Lazio                 | 0-3, 1-1 |
| 2006    | Pohár Intertoto  | 1R   |      | Carmarthen Town FC       | 5-0, 3-1 |
|         |                  | 2R   |      | Kalmar FF                | 1-2, 2-3 |
| 2007/08 | Liga mistrů UEFA | 1Q   |      | SS Murata                | 2-1, 2-0 |
|         |                  | 2Q   |      | PFC Levski Sofie         | 1-0, 1-0 |
|         |                  | 3Q   |      | Rosenborg BK             | 0-3, 0-2 |
| 2007/08 | Pohár UEFA       | 1R   |      | Girondins de Bordeaux    | 2-3, 1-1 |
| 2008/09 | Liga mistrů UEFA | 1Q   |      | FK Budućnost Podgorica   | 2–1, 1–1 |
|         |                  | 2Q   |      | FC Artmedia Petržalka    | 1–3, 2–4 |